# Herzogenaurach
Herzogenaurach este un oraș din Franconia Mijlocie, landul Bavaria, Germania.
In acest oraș se găsesc companiile Adidas și Puma.

## Galerie de imagini

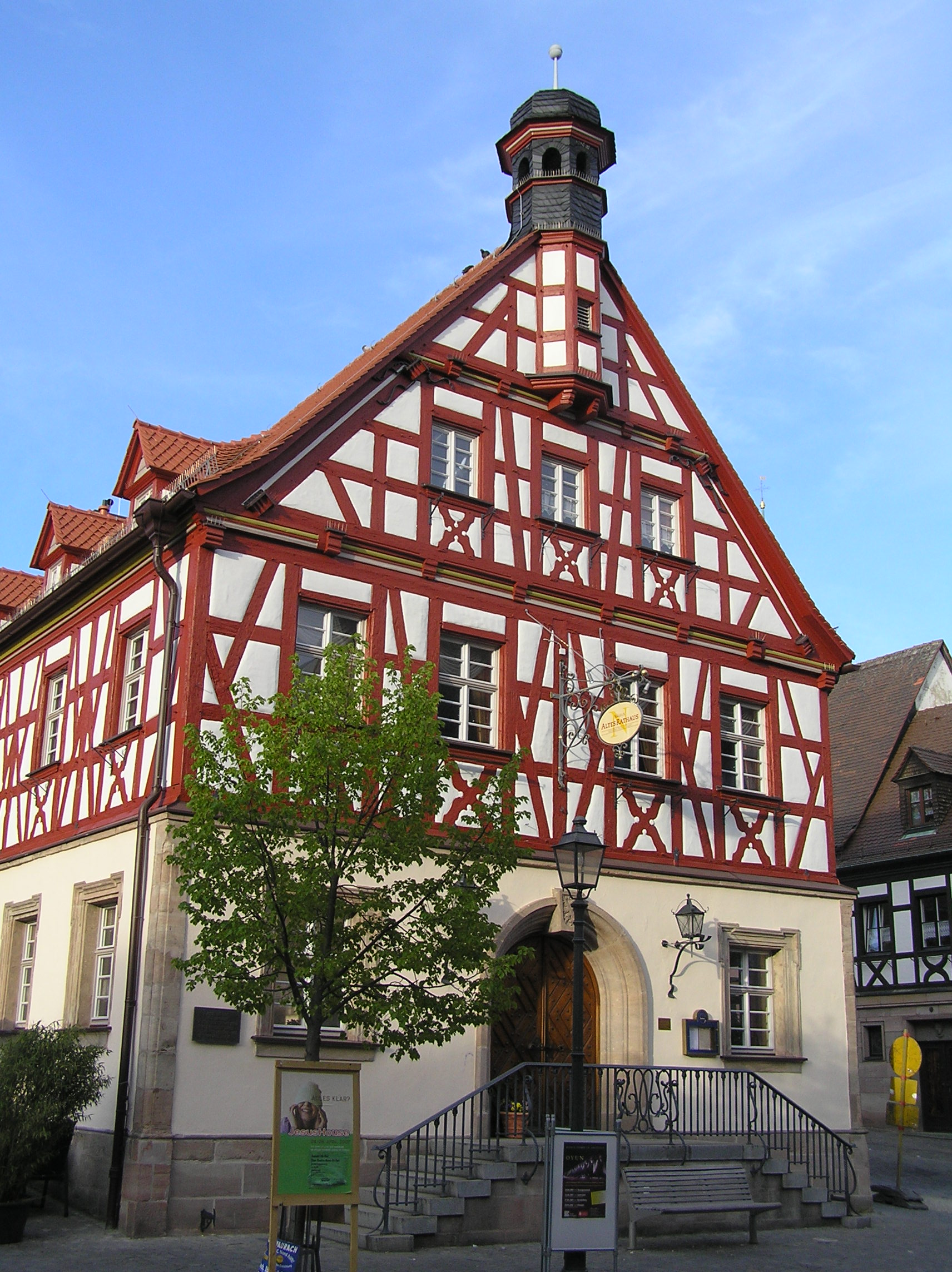
Herzogenaurach (Primăria veche)
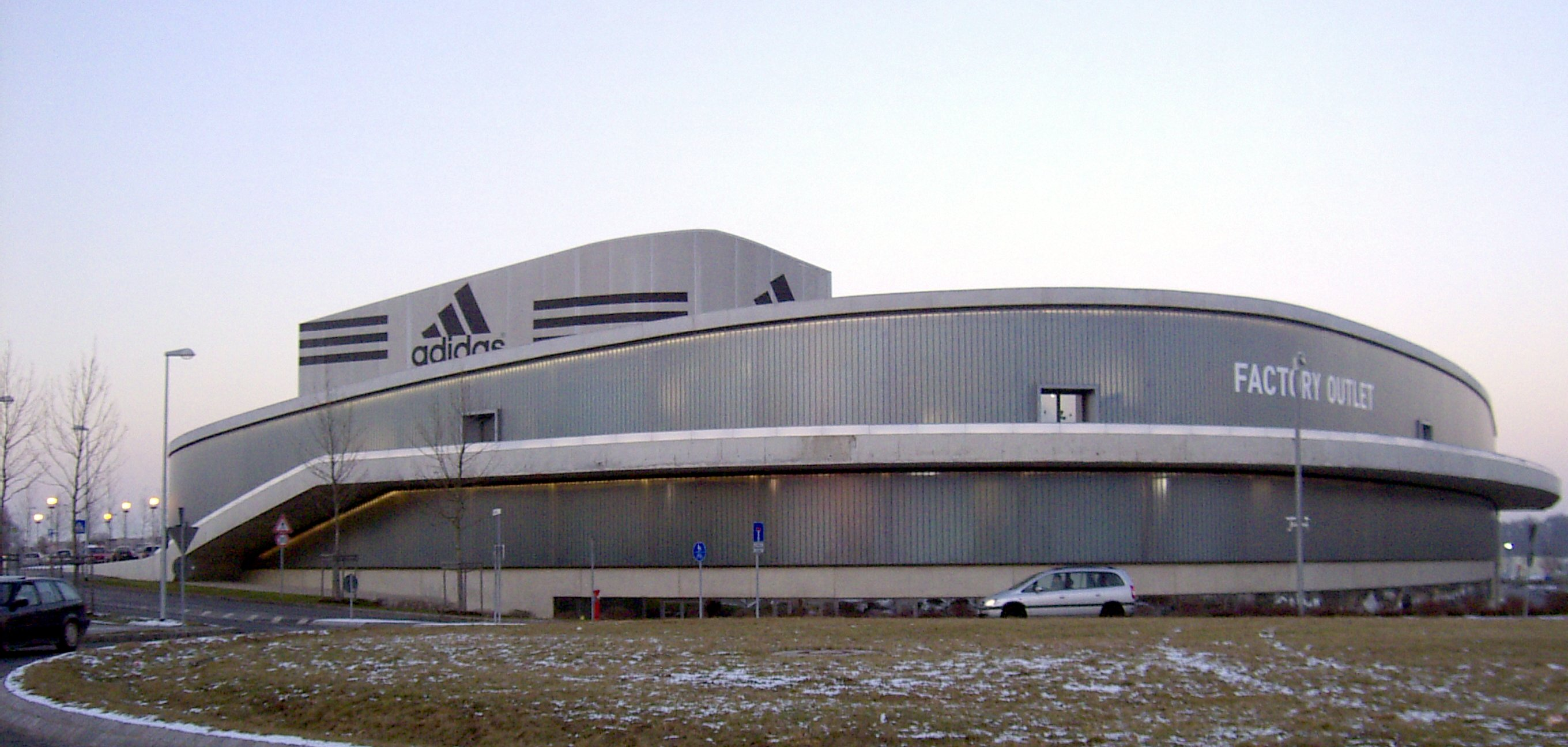
Herzogenaurach (sediul firmei ADIDAS)